# Évita Muzic
Évita Muzic (Lons-le-Saunier, 26 maggio 1999) è una ciclista su strada e ciclocrossista francese che corre per il team FDJ Nouvelle-Aquitaine Futuroscope. Attiva tra le Elite dal 2018, ha vinto una tappa al Giro d'Italia 2020 e il titolo nazionale in linea 2021.

## Palmarès

### Strada
- 2017 (Juniores)

Campionati francesi, Prova in linea Juniores
- 2019 (FDJ Nouvelle-Aquitaine Futuroscope)

Campionati francesi, Prova in linea Under-23
- 2020 (FDJ Nouvelle-Aquitaine Futuroscope, una vittoria)

9ª tappa Giro d'Italia (Motta Montecorvino > Motta Montecorvino)
- 2021 (FDJ Nouvelle-Aquitaine Futuroscope, una vittoria)

Campionati francesi, Prova in linea
- 2022 (FDJ Nouvelle-Aquitaine Futuroscope, una vittoria)

Alpes Gresivaudan Classic
- 2023 (FDJ - SUEZ, una vittoria)

Alpes Gresivaudan Classic
- 2024 (FDJ - SUEZ, una vittoria)

6ª tappa La Vuelta Femenina (Tarazona > La Laguna Negra/Vineuesa)

#### Altri successi
- 2019 (FDJ Nouvelle-Aquitaine Futuroscope)

Classifica giovani Emakumeen Bira
Classifica giovani Tour Cycliste Féminin International de l'Ardèche
- 2022 (FDJ Nouvelle-Aquitaine Futuroscope)

Classifica giovani Vuelta a Burgos Feminas

### Ciclocross
- 2016-2017

Radcross Illnau (Illnau)
Val d'Ille Intermarché Cyclo-cross Tour (La Mézière)
- 2023-2024

Rivabellacross #NormandyCX (Ouistreham)

## Piazzamenti

### Grandi Giri
- Giro d'Italia

2019: 26ª
2020: 10ª
2021: 12ª
2022: 14ª
2023: 17ª
- Tour de France

2022: 8ª
2023:  ritirata (5ª tappa)
- Vuelta a España

2023: 6ª
2024: 5ª

### Classiche monumento
- Liegi-Bastogne-Liegi

2018: 47ª
2019: 32ª
2020: 42ª
2021: 23ª
2022: 20ª
2023: 17ª
2024: 15ª

### Competizioni mondiali
- Campionati del mondo su strada

Bergen 2017 - Cronometro Elite: 10ª
Yorkshire 2019 - In linea Elite: 88ª
Imola 2020 - In linea Elite: 20ª
Fiandre 2021 - In linea Elite: 50ª
Wollongong 2022 - In linea Elite: 41ª
- Campionati del mondo di ciclocross

Heusden-Zolder 2016 - Under-23: 20ª
Bieles 2017 - Under-23: 15ª

### Competizioni europee
- Campionati europei su strada

Plumelec 2016 - In linea Juniores: 10ª
Plouay 2020 - In linea Under-23: 9ª
Trento 2021 - In linea Under-23: 3ª
- Campionati europei di ciclocross

Pontchâteau 2016 - Under-23: 12ª
Tabor 2017 - Under-23: 24ª
Pontchâteau 2023 - Elite: 15ª